# Curva serpentina

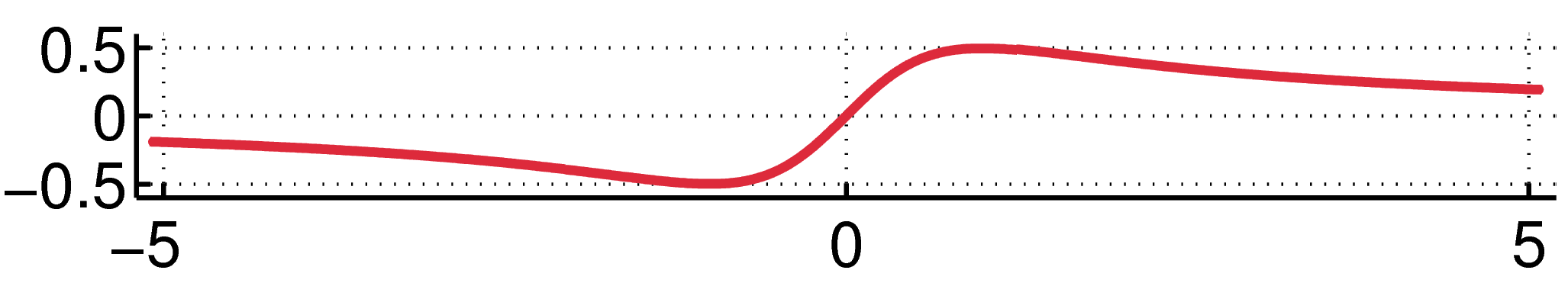
La curva serpentina para a = b = 1

Una curva serpentina es aquella cuya ecuación tiene la forma:
{\displaystyle x^{2}y+a^{2}y-abx=0,\quad ab>0.}
De manera equivalente, tiene una representación paramétrica:
{\displaystyle x=a\cot(t)}, {\displaystyle y=b\sin(t)\cos(t),}
y una representación funcional:
{\displaystyle y={\frac {abx}{x^{2}+a^{2}}}.}

## Propiedades
La curva posee un punto de inflexión en el origen, y extremos locales en {\displaystyle x=\pm a}, con un valor máximo de {\displaystyle y=b/2} y un valor mínimo de {\displaystyle y=-b/2}.

## Historia
Las curvas serpentinas fueron estudiadas por L'Hôpital y Huygens; e Isaac Newton las nombró y clasificó.